# Merry Christmas for You
Albums de Yuki Uchida
Mi-Chemin
(1995) Ai no Baka
(1996)
 Merry Christmas for You  est un mini-album spécial de Yuki Uchida, sorti le 22 novembre 1995 au Japon sur le label King Records, deux mois seulement après la sortie de son précédent album, Mi-Chemin. Il atteint la 19e place du classement Oricon, et reste classé pendant trois semaines. Il n'est pas vendu dans un boitier classique, mais dans une pochette cartonnée spéciale, avec un mini poster inclus.
L'album contient six chansons sur le thème de Noël, écrites par divers artistes dont Hatake (Key), ainsi qu'un message enregistré de la chanteuse. Aucune des chansons n'est parue en single. Deux d'entre elles sont des reprises de standards américains adaptés en japonais : Mama ga Santa ni Kiss wo Shita est une reprise de la chanson I Saw Mommy Kissing Santa Claus (en) de Jimmy Boyd (en), et Akahana no Tonakai est une reprise de la chanson Rudolph the Red-Nosed Reindeer de Harry Brannon (en).

## Liste des titres
1. Mama ga Santa ni Kiss wo Shita (ママがサンタにキスをした?)
2. Kimi ga Kitaru no wo Kitai Shiteitan Dakara (君が来るのを期待していたんだから?)
3. T-shirt de Gyutto (Tシャツでギュッと?)
4. Akahana no Tonakai (赤鼻のトナカイ?)
5. Key (key?)
6. Zutto Konya wo Wasurenai (ずっと今夜を忘れない?)
7. Message (メッセージ?)